# Fixelement
Als Fixelemente einer Abbildung bezeichnet man in der Geometrie Mengen des Definitionsbereiches, die auf sich selbst abgebildet werden. Zu ihnen gehören:
- Fixpunkte {\displaystyle P\mapsto P.}
- Fixpunktgeraden {\displaystyle P\mapsto P} für alle Punkte einer Geraden g. Alle Punkte der Geraden sind also Fixpunkte der Abbildung.
- Fixgeraden {\displaystyle g\mapsto g} (nicht aber zwingend {\displaystyle P\mapsto P} für {\displaystyle P\in g}, etwa bei Umkehrung der Orientierung: hier gibt es nur einen Fixpunkt; Fixpunktgeraden sind spezielle Fixgeraden)
- Fixkreis der Inversion {\displaystyle k\mapsto k'={\tfrac {1}{k}}=k} für {\displaystyle k:r=1,M=[0,0]}, der Einheitskreis – auch hier strenge und weniger strenge Form vorhanden, das Beispiel gibt die strenge Form punktweise für alle {\displaystyle P\in k.}
- Fixebenen in räumlichen Problemen
- wo die anschaulichen Begriffe der Geometrie bei mehr als dreidimensionalen Problemen versagen, spricht man meist nur mehr von Fixelementen
- für die Klassifikation der Affinitäten und Projektivitäten sind Fixpunkthyperebenen wichtig: So heißen Teilräume der abgebildeten Räume, deren Dimension um eins kleiner ist als die des Gesamtraums, wenn sie bei einer Abbildung punktweise fest bleiben.

Fixelemente sind die Symmetrieachsen (bzw. -punkte und sonstige Elemente) einer geometrischen Symmetrie.